# Podbrdo (Bośnia i Hercegowina)
Podbrdo (cyr. Подбрдо) – wieś w Bośni i Hercegowinie, w Republice Serbskiej, w gminie Mrkonjić Grad. W 2013 roku liczyła 731 mieszkańców.